# Glashütter Uhrenbetrieb

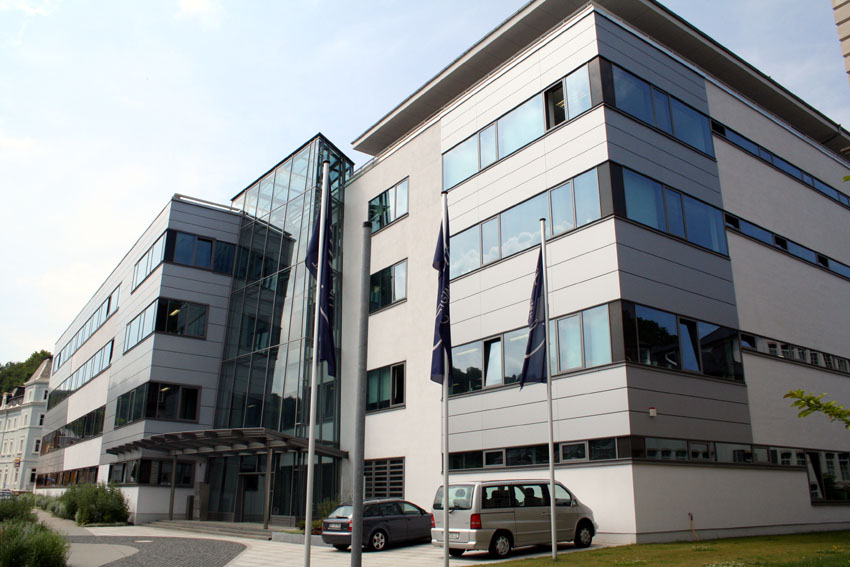
Manufakturgebäude der Glashütter Uhrenbetrieb GmbH (Nach erfolgter Sanierung; zuvor rotbraune Fassade)

Die Glashütter Uhrenbetrieb GmbH (GUB) ist eine Uhrenmanufaktur in Glashütte (Sachsen), die seit dem Jahr 2000 zur Swatch Group gehört und Uhren im gehobenen bis luxuriösen Preissegment fertigt. Die Marke des Unternehmens ist Glashütte Original.

## Geschichte
Die Wurzeln der Manufaktur reichen bis ins Jahr 1845 zurück. Ferdinand Adolph Lange gründete im sächsischen Müglitztal das erste Uhrenunternehmen. Durch die versiegenden Silberfunde brach große Arbeitslosigkeit über den Ort herein. Mit einem Darlehen der sächsischen Landesregierung begann Lange in Glashütte, Strohflechter und Bergarbeiter zu Uhrmachern auszubilden. Es begann die Entwicklung einer prosperierenden Uhrenindustrie. Mit dem Zweiten Weltkrieg wurde die Uhrenproduktion um kriegswichtige Güter wie Zeitzünder erweitert. Nach Kriegsende demontierte die sowjetische Besatzungsmacht sämtliche Fabrikationseinrichtungen. Ab 1945 wurden die Betriebe der Uhrenindustrie enteignet und verstaatlicht. 1951 fusionierte man nahezu alle bis dahin eigenständigen Betriebe der Uhrenindustrie zu einem Großbetrieb, die bedeutendsten waren die UROFA und UFAG sowie A. Lange & Söhne. Der VEB Glashütter Uhrenbetriebe (GUB) hatte die Aufgabe, die DDR und später auch die Staaten des RGW mit Uhren verschiedener Art zu versorgen. Am bekanntesten ist die Produktion von Armbanduhren geworden, die auch in großen Stückzahlen in die Bundesrepublik exportiert wurden.
Mechanische Uhrwerke des VEB GUB für Herrenuhren waren beispielsweise:
- Formwerk (GUB 62 und 62.2) 1951–56
- runde Handaufzugswerke (GUB 60, 60.1, Gütewerke 60.2 und 60.3, Datum-Werke 66 und 66.1) 1951–1961
- Automat (GUB 67 und GUB 68) 1960–68
- Spezimatic (GUB 74 und GUB 75) 1965–79
- Spezichron (GUB 11-26, GUB 11-27) 1979–85
- Spezimat (GUB 10-30) 1993–94

Eine Besonderheit der historischen Produktion in der Stadt Glashütte waren die Marinechronometer, deren Fertigung bis ins 19. Jahrhundert zurückreicht. Die Fertigung und Weiterentwicklung dieser mechanischen Schiffschronometer wurde bis 1976 im VEB GUB fortgeführt.
Nach der Wiedervereinigung 1990 wurde aus dem VEB Glashütter Uhrenbetriebe die Glashütter Uhrenbetrieb GmbH als Rechtsnachfolger aller früheren Unternehmen der Glashütter Uhrenindustrie. Danach stellte die Firma mechanische Armbanduhren unter dem Markennamen „GUB“ und dem Markennamen „Glashütte Original“ her. Während unter dem Markennamen „GUB“ zugekaufte Uhrwerke der Schweizer ETA verbaut wurden, kam mit dem Markennamen „Glashütte Original“ gleichzeitig das erste wieder in Deutschland gefertigte mechanische Manufakturkaliber mit der Bezeichnung GUB 10-30 zum Einsatz. Zunächst baute „Glashütte Original“ einfache Armbanduhren mit der Anzeige von Stunde, Minute, Sekunde und Datum.
Nach 1994 gestalteten die neuen Besitzer Heinz W. Pfeifer und Alfred Wallner die Produktpalette um und steigerten die Gehäusequalität. Zudem entwickelte die Firma neue Uhrwerke: Das Kaliber GUB 12-50 (Handaufzug) und das Kaliber GUB 10-60 (Automatik-Chronograph). Bestehende Uhrwerke wurden weiterentwickelt, und neue Werke kamen hinzu, um Komplikationen wie Mondphase, Gangreserveanzeige oder ewigen Kalender in den Uhren anbieten zu können.
Im Jahr 2000 kaufte die Swatch Group AG die Glashütter Uhrenbetrieb GmbH.

### Galerie Historische Produkte

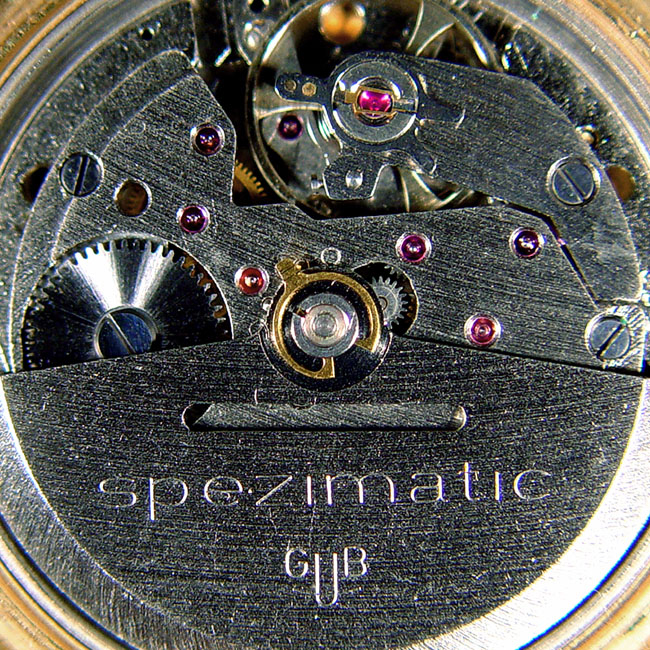
Uhrwerk einer Glashütte-spezimatic-Armbanduhr aus den 1960/70er Jahren
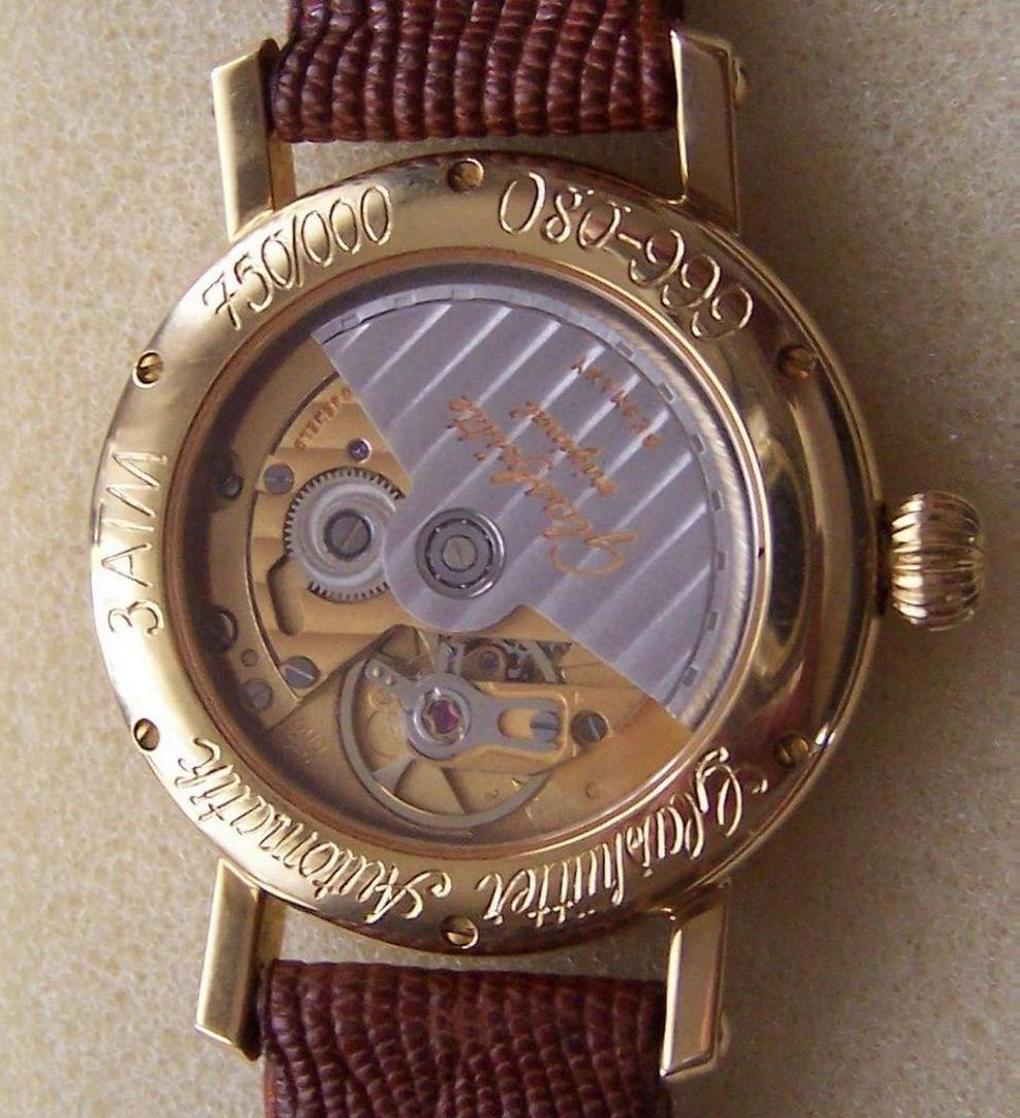
Uhrwerk einer GUB GmbH Automatik Kaliber 10-30 aus der Zeit zwischen 1990 und 1994

## Produkte

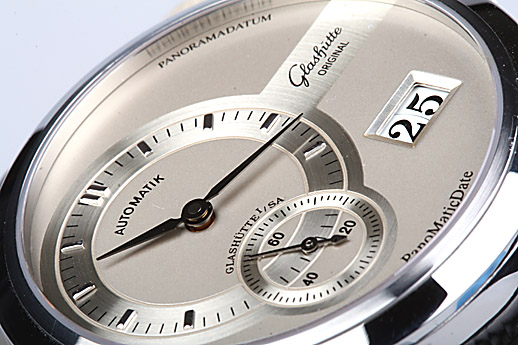
PanoMaticDate – Zifferblattansicht

PanoMaticDate – Blick auf die handgravierte Unruhbrücke

Senator Meißen mit handbemaltem Porzellanzifferblatt

Die Produktpalette reicht heute von den PanoDate-Modellen (mit Handaufzug oder Automatikwerk, Chronograph, Tourbillon oder Mondphase) über die „Senator“-Reihe hin zu Karree- und Sportmodellen. Dabei sind Modelle in Edelstahl ebenso erhältlich wie Uhren aus Gold oder Platin.
Alle Armbanduhren von Glashütte Original sind nummeriert. Je Modell wird eine fortlaufende vierstellige Seriennummer in die Gehäuseunterseite eingefräst. Diese Maßnahme steigert nicht nur die Exklusivität, sondern leistet auch einen aktiven Beitrag zum Käuferschutz, denn gestohlene Uhren können so leichter erkannt werden. Bei Glashütte Original ist darüber hinaus zusammen mit dieser Nummer die ganze Historie einer jeden Uhr gespeichert.
Die nach 1994 neu konstruierten Uhrwerke hat Glashütte Original so entworfen, dass typische konstruktive und optische Merkmale des Glashütter Uhrenbaus der Vergangenheit zu erkennen sind. Beispiele dafür sind eine 3/4-Platine, chatonierte Lagersteine und Feinregulierung über einen Schwanenhals. Ebenfalls charakteristisch ist eine Bearbeitung der Oberfläche der Teile des Uhrwerks, die als Glashütter Bandschliff bekannt ist.
Eine auffällige Konstruktion ist das sogenannte Panoramadatum. Hierbei handelt es sich um eine patentierte Eigenentwicklung, die das Datum über zwei konzentrische Scheiben (Einer- und Zehnerstelle) anzeigt. Diese Datumsanzeige ist somit weit größer und besser ablesbar als die herkömmliche Anzeige in einem kleinen Fenster. Die Konstruktion erlaubt als Besonderheit den Verzicht auf den Mittelsteg zwischen der Einer- und Zehnerstelle.
Besonders luxuriöse Uhren vertreibt die Manufaktur in der Modellreihe „Meisterwerke“ in limitierter Auflage:
- Julius Assmann: Die „Julius Assmann 1“ (1995) kann sowohl als Armbanduhr oder als Taschenuhr getragen werden. Mit fliegendem Tourbillon und ewigem Kalender war sie die komplizierteste Uhr, die in Glashütte nach 1990 produziert wurde. Die „Julius Assmann 2“ entstand später in Zusammenarbeit mit der Meißener Porzellanmanufaktur. Das Modell ist mit 25 von Hand gemalten Motiven aus dem Meißener Schulz-Codex verziert.
- Alfred Helwig Tourbillon, benannt nach Alfred Helwig, Erfinder des fliegend gelagerten Tourbillons. Das Handaufzugwerk Kaliber 41 mit lachsfarbenem Zifferblatt umrahmt die fliegend gelagerte Tourbillonkonstruktion der auf 25 Exemplare limitierten Uhr.

Der hohe Aufwand in der Fertigung der Werke und beim Zusammenbau der Uhren begründet die relativ geringe Stückzahl, gekoppelt mit hohem Preis. Im Jahr 2005 wurden etwa 10.000 Uhren verkauft.